# Administración del Territorio Enemigo Ocupado
La Administración del Territorio Enemigo Ocupado (ATEO) fue una administración militar conjunta anglo-francesa existente entre el 23 de octubre de 1918 y 1920 sobre las antiguas provincias que el Imperio otomano tenía en las regiones del Levante y Mesopotamia. Fue fijada por dichas potencias vencedoras tras la Campaña del Sinaí y Palestina en la Primera Guerra Mundial, y se disolvió tras la creación del Mandato francés de Siria y el Líbano y el Mandato británico de Palestina, en la Conferencia de San Remo (19-26 de abril de 1920).

## Historia
Tras la ocupación británica y francesa, la región fue dividida en tres subunidades administrativas que variaron muy poco respecto de las antiguas divisiones otomanas:
- ATEO Sur, conformada por los antiguos sanjacados otomanos de Jerusalén, Nablus y Acre;
- ATEO Norte (posteriormente rebautizada como ATEO Oeste), conformada por los antiguos sanjacados de Beirut, Latakiyah y algunos de subdistritos; y
- ATEO Este, conformada por las antiguos sanjacados de Siria y Hiyaz.

Sin embargo, el éxito de la guerra de Independencia turca hizo que los sanjacados de Maraş, Antep y Urfa del antiguo Eyalato de Halep (Alepo) siguieran en manos de Turquía después de 1921. Asimismo, Antakya (Antioquía) e İskenderun kazas (Alejandreta), pertenecientes al sanjacado de Halep, pasaron a conformar el Estado de Hatay en 1938, que terminó por unirse a Turquía en 1939.

## Administradores militares

### ATEO Sur
- Mariscal de Campo Edmund Allenby (diciembre de 1917-junio de 1918).[3][4]
- Mayor general Arthur Wigram Money (junio de 1918-junio de 1919).
- Mayor general H.D. Watson (junio de 1919-diciembre de 1919).
- Lugarteniente-General Louis Bols (diciembre de 1919-julio de 1920).

### ATEO Este
- Ali Rida Pasha al-Rikabi